# 이치고촌
이치고촌(一郷村)은 야마가타현 아쿠미군에 있던 촌이다.

## 역사
- 1889년 4월 1일 - 정촌제 시행에 수반해 3촌과 합병해 이치고촌이 성립하였다.
- 1890년 10월 16일 - 아쿠미군 와라비오카촌에 편입해 소멸하였다.

## 참고문헌
- 『市町村名変遷辞典』東京堂出版、1990年。